# Кобкекура
Кобкекура (исп. Cobquecura) — посёлок в Чили. Административный центр одноимённой коммуны. Население — 1493 человека (2002). Посёлок и коммуна входит в состав провинции Итата и области Ньюбле.
Территория коммуны — 570,3 км². Численность населения — 5355 жителей (2007). Плотность населения — 9,39 чел./км².

## Расположение
Поселок расположен в 80 км северо-западнее административного центра области — города Чильян.
Коммуна граничит:
- на севере — с коммуной Пельюуэ;
- на северо-востоке — с коммуной Каукенес;
- на востоке — с коммуной Кириуэ;
- на юге — с коммуной Трегуако.

На западе коммуны расположен Тихий океан.

## Демография
Согласно сведениям, собранным в ходе переписи Национальным институтом статистики, население коммуны составляет 5355 человек, из которых 2875 мужчин и 2480 женщин.
Население коммуны составляет 0,27 % от общей численности населения области Био-Био. 67,51 % относится к сельскому населению и 32,49 % — городское население.

## Известные уроженцы
- Мариано Латорре (1886—1955) — чилийский писатель и журналист, историк литературы. Лауреат Национальной премии Чили в области литературы (1944).